# Колючі чагарники та ліси Декану
Колючі чагарники та ліси Декану (ідентифікатор WWF: IM1301) — індомалайський екорегіон пустель і склерофітних чагарників, розташований в Південній Індії та північній Шрі-Ланці.

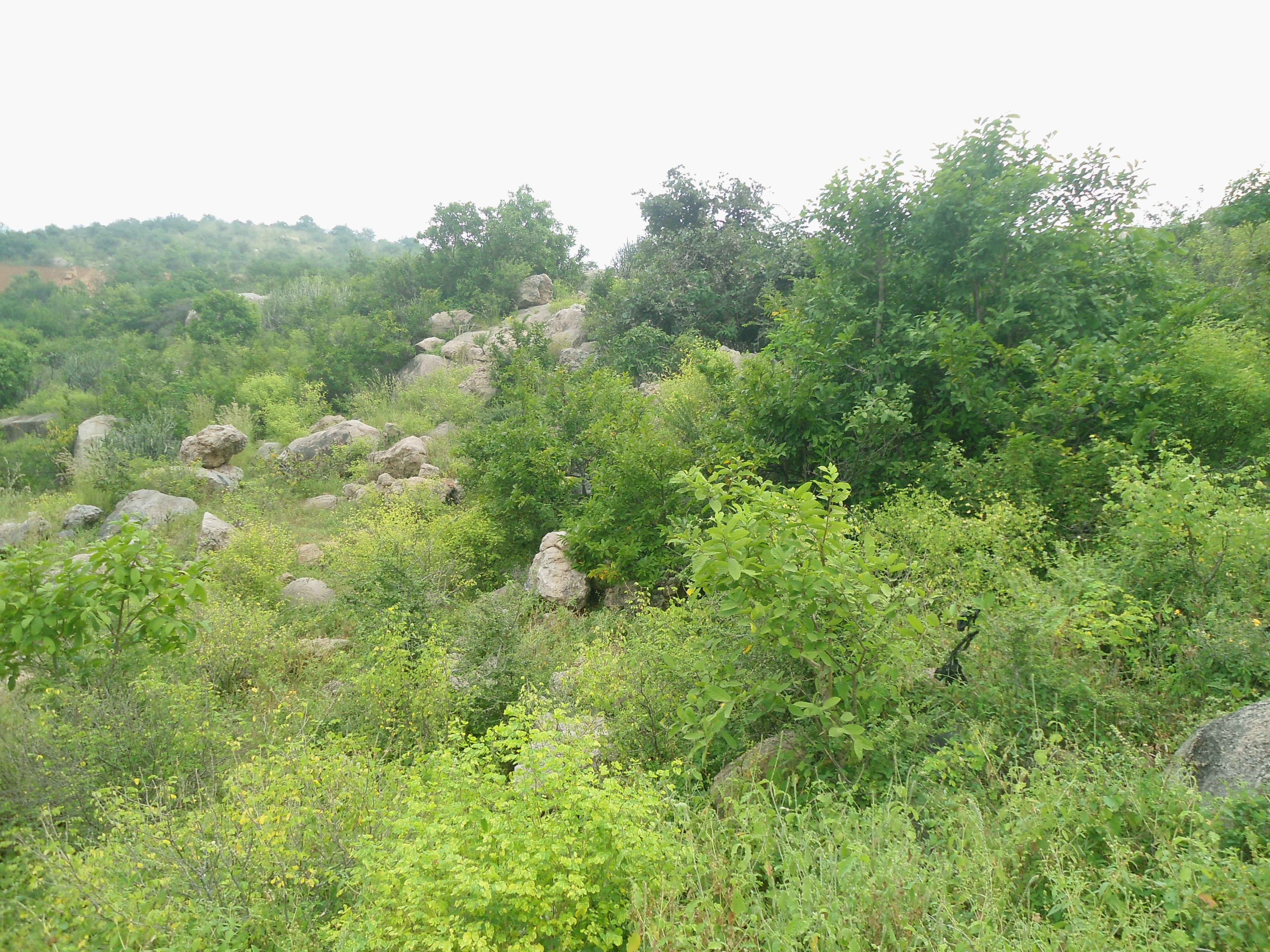
Чагарникові ліси в окрузі Налгонда (округ) (штат Телангана)

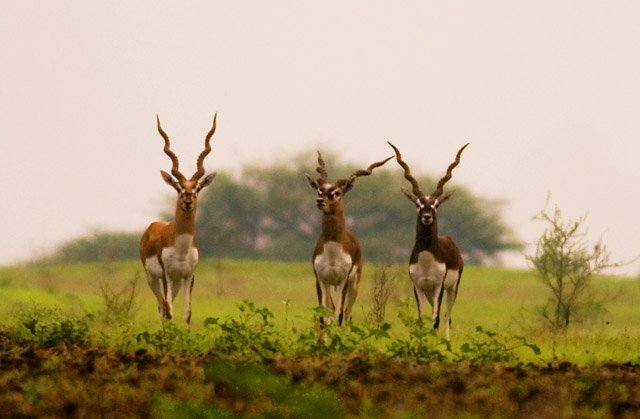
Антилопи гарни в заповіднику Заповідник гарн Ранібеннур

## Географія
Екорегіон колючих чагарників та лісів Декану охоплює посушливі частини Деканського плато, розташовані в дощовій тіні Західних Гат. Він простягається на територіях індійських штатів Махараштра, Телангана, Карнатака, Андгра-Прадеш та Тамілнад, а також охоплює частину Північної провінції Шрі-Ланки.
На північ і північний захід від регіону поширені сухі листяні ліси долини Нармади, на північний схід — сухі листяні ліси Центрального Декану. В горах Західних Гат на захід від регіону поширені вологі листяні ліси Північно-Західних Гат. На південний схід від регіону поширені сухі листяні ліси Південного Декану, а на південний схід — сухі вічнозелені ліси Східного Декану.

## Клімат
На більшій частині екорегіону переважає напівпустельний клімат (BSh за класифікацією кліматів Кеппена). Середньорічна кількість опадів в регіоні становить менше 750 мм, більшість з яких випадає протягом короткого сезону дощів. З листопада по квітень опадів практично немає. У спекотні місяці року максимальна температура може перевищувати 40 °C.

## Флора
Рослинний покрив екорегіону представлений сухими рідколіссями та лісами. Вони подекуди перемежовуються ділянками сухих листяних лісів, які раніше були більш широко поширені і становили основу рослинного покриву. 
Основу лісів екорегіону складають невисокі колючі дерева з низькими розгалуженими кронами, які зазвичай не формують закритий лісовий намет. Висота цих дерев зазвичай становить 6-9 м. Другий ярус розвинений слабо і складається переважно з колючих склерофітних чагарників. Серед дерев і чагарників, поширених в лісах екорегіону, слід відзначити баланіт Роксбурга (Balanites roxburghii), ассирійську сливу (Cordia myxa), дерево нім (Azadirachta indica), золотий дощ (Cassia fistula), зелену ебенову хурму (Diospyros chloroxylon), бенгальську каранду (Carissa carandas), індійську фінікову пальму (Phoenix sylvestris) та дерево гаф (Prosopis cineraria), а також різні види акацій (Acacia spp.) та каперців (Capparis spp.).
В районах, де випадає особливо низька кількість опадів, на кам'янистих ґрунтах поширені колючі чагарники, де домінують різні види молочаю (Euphorbia ssp.). Ґрунт в цих місцевостях зазвичай оголений, хоча під час короткого сезону мусонів тут проростають деякі трави. В деяких частинах Тамілнаду, де опадів випадає ще менше, рослинний покрив представлений колючими рідколіссями, в яких переважають зонтичні акації (Acacia planifrons).
Колючі чагарники та рідколісся екорегіону перемежовуються ділянками сухих луків. Серед поширених на цих луках трав слід відзначити жовтий золотоборідник (Chrysopogon fulvus), скручений різноборідник (Heteropogon contortus), Dichanthium foveolatum (Dichanthium foveolatum), ямчастий діхантіум (Dichanthium foveolatum), щетинясту арістіду (Aristida setacea) та єгипетську воронячу лапу (Dactyloctenium aegyptium).
Сухі листяні ліси екорегіону, зокрема ті, що ростуть на схилах пагорбів Тірупаті, відомі великою кількістю лікарських рослин та інших рідкісних і ендемічних видів, зокрема Cycas beddomei та Psilotum nudum. В лісах Чітор зустрічаються рідкісні дерева Shorea talura. Також в екорегіоні ростуть рідкісні сандалові дерева (Pterocarpus santalinus), деревина яких високо цінується.

## Фауна
В межах екорегіону зустрічається 96 видів ссавців. Серед рідкісних видів ссавців, поширених в регіоні, слід відзначити індійського замбара (Rusa unicolor), нільгау (Boselaphus tragocamelus), аксіса (Axis axis), гаура (Bos gaurus), гірського куона (Cuon alpinus), ведмедя-губача (Melursus ursinus), чотирирогу антилопу (Tetracerus quadricornis) та гарну (Antilope cervicapra). В лісах регіону зустрічаються рідкісні сірі стрункі лорі (Loris lydekkerianus). Серед хижаків регіону слід відзначити індійського леопарда (Panthera pardus fusca), звичайного шакала (Canis aureus), смугасту гієну (Hyaena hyaena), очеретяного кота (Felis chaus) та бенгальську лисицю (Vulpes bengalensis). Раніше в регіоні зустрічалися бенгальські тигри (Panthera tigris tigris), азійські вовки (Canis lupus pallipes) та індійські слони (Elephas maximus), однак наразі їх популяції значно скоротилися, або навіть локально вимерли.
В межах екорегіону зустрічається близько 350 видів птахів. Серед поширених в регіоні птахів слід відзначити рідкісних індійських дрохв (Ardeotis nigriceps) та індійських флоріканів (Sypheotides indicus), а також майже ендемічних білобрових бігунців (Rhinoptilus bitorquatus).
Герпетофауна екорегіону нараховує близько 60 видів. Серед поширених в регіоні амфібій слід відзначити жабу Гюнтера (Duttaphrynus hololius), серед ящірок — лускатого гекона (Hemidactylus scabriceps), сітчастого листопалого гекона (Hemidactylus reticulatus), ящірку Лешено (Ophisops leschenaultii) та мабую Беддома (Eutropis beddomei), а серед змій — нагарджуна-сагарського полоза (Platyceps bholanathi) та ланкійську летючу змію (Chrysopelea taprobanica). Крім того, в екорегіоні мешкають більш поширені види, зокрема індійські зірчасті черепахи (Geochelone elegans), індійські хамелеони (Chamaeleo zeylanicus) та бенгальські варани (Varanus bengalensis).

## Збереження
Оцінка 2017 року показала, що 9430 км², або 3 % екорегіону, є заповідними територіями. Природоохоронні території включають:
- Національний парк Чундіккулам[en], Шрі-Ланка (196 км²)
- Заповідник ведмедів-губачів Дароджі[en], Карнатака (82,72 км²)
- Пташиний заповідник Гхатапрабха[en], Карнатака (29.8 км²)
- Заповідник індійських дрохв[en], Махараштра (8496 км²)
- Пташиний заповідник Джаякваді[en], Махараштра 230 км²
- Природний заповідник Коундінья[en], Андгра-Прадеш (357,6 км²)
- Пташиний заповідник Нандур-Мадхмешвар[en], Махараштра (100,1 км²)
- Лісовий заповідник Паккамалай[en], Тамілнад
- Заповідник гарн Ранібеннур[en], Карнатака (119 км²)
- Природний заповідник Яшвантрао-Чаван-Сагарешвар[en], Махараштра (10,9 км²)
- Національний парк Шрі-Венкатешвара, Андгра-Прадеш (500 км²)
- Заповідник видр Тунгабхадра[en], Карнатака
- Природний заповідник Тунгабхадра, Карнатака (90 км²)
- Пташиний заповідник Веттангуді[en], Тамілнад (0,38 км²)